# Zlatko Kumrić
Zlatko Kumrić (Split, 7. ožujka 1994.) hrvatski je džudaš.
Član je Akademskoga judo kluba "Student" Split. Još kao kadet osvojio je više nacionalnih naslova. U juniorskoj konkurenciji osvojio je broncu na Europskom prvenstvu 2014., te srebro na Europskom prvenstvu do 23 godine 2014. i 2015.
Njegovi seniorski uspjesi uključuju srebrnu medalju na Grand Prixu u Taškentu 2015. i na Afričkom otvorenom prvenstvu u Casablanci 2017. Kumrić je također višestruki prvak Hrvatske u seniorskoj konkurenciji.
U novije vrijeme, 2023. godine, osvojio je broncu na Europskom otvorenom prvenstvu u Sofiji, srebro na Europskom otvorenom u Varšavi, te brončane medalje na Grand Prixu u Dušanbeu i Grand Slamu u Astani.
Izborio je nastup na Olimpijskim igrama u Parizu 2024. kao drugi hrvatski džudaš u muškoj konkurenciji nakon Tomislava Marijanovića (OI u Londonu 2012.), koji mu je i trener.